# أسروة قرمزية
أسروة قرمزية (الاسم العلمي: Aseroe coccinea) هو نوع من الفطريات يتبع جنس الأسروة من فصيلة الفالوسية.